# 炎帝陵 (山西)
炎帝陵俗称为皇坟，又称神农冢、高平炎帝陵，位于山西省高平市神农镇庄里村，是全国四座炎帝陵之一。
此处建筑先后确定为“海峡两岸交流基地”、“中国华侨国际文化交流基地”、“神农炎帝文化研究基地”。被认为对山西开发炎帝文化旅游项目，“有着极其重要的作用”。陵后有元代所建的五谷庙，列为市级文物保护单位。

## 历史
炎帝陵的建筑年代无从考证。南宋罗泌《路史》记载：“神农氏十七世有天下，神农氏兴，受炎帝参卢禅，封参卢于潞，守其先茔，以奉神农之祀。”因院内留有一棵周长为6.5米的柏树根，有学者推测，距今至少已有上千年的历史。或据北宋《太平寰宇记》推测炎帝陵在北宋或其以前已成规模。正殿一柱础考证为唐代之物，建筑历史或在唐代之前。
明朝成化年间的《山西通志·卷五》记载，元初对庙宇进行扩修。元朝大德九年（1305年），政府曾遣官祭祀，并下诏禁采樵。每年派官员祭祀。明朝嘉靖年间《续修炎帝后妃像增制暖宫记》记载：“炎帝神农氏陵庙，历代相传，载在祀典，其形势嵯峨，林木深阴久矣，吾邑封内之胜迹。”朱載堉《羊头山新记》称：“羊头山之东南八里曰故关村，村之东二里曰换马镇，镇东南一里许有古冢，垣址东西广六十步，南北袤百步，松柘茂密，相传为炎帝陵，有石栏、石柱存焉。”
清朝乾隆四年（1739年），对炎帝陵庙进行修缮。道光年间再度修补。当时陵庙规模为东西100米，南北约170米，占地1.7万平方米。分为上下两院格局，后为炎帝陵墓，四周有围墙。中轴线上分列有舞台、献台、甬道、正殿、拜亭、钟楼等建筑。
2004年8月至2005年8月，神农镇人民政府在原址对陵庙大殿、厢房、院落进行初步整修。2013年5月20日，当地启动炎帝陵修复保护工。2016年，完成炎帝陵修复保护工程。

## 建筑
炎帝陵内有发现最早的炎帝陵石碑，刻于“明万历三十九年（1611年）孟夏吉旦”，“生员申道统立”。